# El punto frío
El punto frío es una serie digital de misterio y terror producida por RTVE en colaboración con Dadá Films & Entertainment para la plataforma Playz. Protagonizada por David Solans, Natalia Rodríguez y Lola Baldrich, está dirigida por Alberto Ortega y escrita por Ángel Agudo y se estrenó el 17 de abril de 2018.
La serie se compone de seis capítulos de entre 10 y 20 minutos de duración y está grabada con tecnología 4K. El punto frío tiene a su alrededor un universo transmedia que incluye cinco capítulos de podcast protagonizados por el personaje de Martín (David Solans), escritos por Teo Rodríguez y producidos por el equipo de Ficción Sonora de RNE; y seis piezas audiovisuales conducidas por Javier Daga.
Esta nueva ficción "reivindica el papel que ha tenido la tradición literaria y aborda el miedo a los fenómenos desconocidos con el objetivo de trazar la mitología del misterio en España".

## Sinopsis
Martín Vivas (David Solans) es un joven obsesionado con lo paranormal que llega a un pueblo de Galicia convencido de que un fenómeno misterioso está a punto de suceder. En sus bosques aparece un cadáver que acaba de morir. Rocío Rosales (Natalia Rodríguez), una guardia civil del lugar, se desespera intentando encajar las piezas del caso: el muerto es un hombre desaparecido 30 años antes, no muy lejos de allí. A pesar del tiempo transcurrido, su cadáver está exactamente igual que tres décadas atrás.
Rocío cree que Martín tiene algo que ver con este hecho y se lanza en su búsqueda. Cuando consigue encontrarlo, descubre que hay alguien más con él. Se trata de una mujer, Abril (Lola Baldrich), que vive allí desde hace tiempo, alejada de todo el mundo. Los habitantes de la zona la llaman "la loca" porque perdió la cabeza cuando murió su hijo.
Los tres protagonistas se verán envueltos en una aventura aterradora en la que meigas, brujas y la leyenda de ‘La Santa Compaña’ se mezclan con sus historias personales, lo que les lleva a un enfrentamiento cara a cara con sus propios demonios.

## Capítulos
| Número | Título                           | Argumento | Duración | Fecha del estreno |
| ------ | -------------------------------- | --- | -------- | ----------------- |
| 1      | Avelaíña                         | Martín llega a un pueblo de Galicia con intención de investigar un fenómeno paranormal que sucede cada 30 años. Un suceso inesperado le lleva a conocer a Rocío. También se encontrará con Abril, una mujer misteriosa que vive alejada del resto del mundo. | 20:49    | 17/04/2018        |
| 2      | O bosque                         | Una excursionista aparece en el cuartel de la Guardia Civil: su pareja ha desaparecido en el bosque. La zona en la que la mujer y su pareja estaban acampados se encuentra al lado de donde apareció el cadáver de Salgueiro. Demasiada casualidad. Es imposible que Martín no sepa algo. Rocío empieza a sospechar y se lanza en su busca, dispuesta a detenerle y llevarle de nuevo al cuartel.            | 10:09    | 19/04/2018        |
| 3      | Meiga                            | Martín, Rocío y Abril tienen que aunar fuerzas. Tras su desmayo, Abril intenta explicarle lo que ocurre, es una meiga. La guardia civil no puede creerse lo que está escuchando. ¿Contactar con gente del más allá? Toda duda sobre sus "poderes" desaparecen con su primer contacto con la Santa Compaña. Además, alguien muy especial para Abril está atrapado y quieren recuperarle cueste lo que cueste. | 11:00    | 24/04/2018        |
| 4      | A Santa Compaña                  | Abril ayuda a Rocío a entrar en el mundo de los muertos. Una vez allí, ve a su hijo, desaparecido 30 años atrás. Martín se ha perdido en el bosque. Mientras la bruja y meiga hacen frente a la Santa Compaña, él tendrá que apañárselas solo. Lo que Rocío no puede quitarse de la cabeza es que su padre era uno de los caminantes.                                                                        | 10:04    | 26/04/2018        |
| 5      | Mundo dos mortos (primera parte) | Rocío necesita la ayuda de Martín para entrar en el mundo de los muertos. Después de ver al hijo de Abril y a su propio padre entre los miembros de La Santa Compaña sabe que tiene cosas pendientes que resolver. ¿Podrá salir una vez se adentre? ¿Acaso tienen sus padres algo que decirle? Solo lo sabrá si consigue entrar en él.                                                                       | 11:35    | 01/05/2018        |
| 6      | Mundo dos mortos (segunda parte) | Martín está atrapado en el mundo de los muertos y solo Rocío puede salvarle. ¿Conseguirá Abril comunicarse con ella para avisarle de que tiene que cerrar el punto frío? | 12:09    | 03/05/2018        |

## Reparto
| Rocío            | Natalia Rodríguez |
| Martín           | David Solans      |
| Abril            | Lola Baldrich     |
| Natalia          | Raquel Espada     |
| Mario            | Brais Yenek       |
| Antón            | Celso Parada      |
| Conductor        | Roi Dacosta       |
| Comandante       | Fran Paredes      |
| Román G. C       | César Aldea       |
| Dueña del hostal | Ana Santos        |
| Madre            | Camila Bossa      |
| Padre            | Toni Salgado      |